# جيمس روي أندرسن
جيمس روي أندرسن (بالإنجليزية: James Roy Andersen)‏ هو عسكري أمريكي، ولد في 10 مايو 1904 في راسين في الولايات المتحدة، وتوفي في 26 فبراير 1945 في جزيرة كواجالين في جزر مارشال.